# 79 км (разъезд)
79 км — разъезд (тип населённого пункта) в Топкинском районе Кемеровской области. Входит в состав Шишинского сельского поселения.

## География
Находится возле истока реки Листвянка. Имя Листвянка указано на карте
Центральная часть населённого пункта расположена на высоте 262 метров над уровнем моря.
По данным сервиса GeoNames, абсолютная высота — 261 метр над уровнем моря
.

## История
Населённый пункт появился при строительстве железной дороги. В селении жили семьи тех, кто обслуживал железнодорожную инфраструктуру разъезда, раздельный пункт на железнодорожных линиях, предназначенный для скрещения и обгона поездов, а также имеющий путевое развитие.

## Население
| 2010 |
| ---- |
| 26   |

По данным Всероссийской переписи населения 2010 года, в разъезде 79 км проживало 26 человек (13 мужчин, 13 женщин).

## Инфраструктура
Путевое хозяйство Западно-Сибирской железной дороги. Действует железнодорожная платформа 79 км.
Железнодорожная платформа 79 км Западно-Сибирской железной дороги открыта в 1928 году

## Транспорт
Автомобильный (просёлочная дорога вдоль железнодорожного полотна) и железнодорожный транспорт.